# Alfred Delp
Alfred Friedrich Delp (pronunciación alemana: ˈal.fʁeːt ˈdɛlpⓘ; Mannheim, Gran Ducado de Baden, 15 de septiembre de 1907-Berlín, Alemania, 2 de febrero de 1945) fue un jesuita alemán miembro del círculo de Kreisau, grupo en resistencia contra el nacionalsocialismo. 

## Síntesis biográfica
Delp se crio en la localidad de Lampertheim. Hijo de un comerciante de tradición protestante y de madre católica visitó una escuela protestante, donde se preparó para su confirmación. Terminada esta etapa, realizó un cambio decisivo en su vida espiritual y se decidió  por la religión católica. Tras haber realizado la primera comunión y la confirmación, continuó su vida católica en el internado de Dieburg, siendo un propulsor de las mejores relaciones entre ambas iglesias.
En 1926 después de su Abitur, se unió a la Sociedad de Jesús, donde enseñó deportes en la Stella Matutina de Feldkirch donde comprobó el advenimiento del nazismo. Se reubicó en la Selva Negra donde asistió a austríacos relocalizados allí.
En 1935, Delp publicó Tragic Existence y criticó el existencialismo de Martin Heidegger. 
En 1937, se ordenó sacerdote católico en Múnich, fue rechazado por motivos políticos de la Universidad de Múnich donde quiso doctorarse en filosofía. Trabajó en el periódico de la orden y profesó en Bogenhausen mientras secretamente ayudaba a judíos a escapar a Suiza.
La oposición de jesuitas al régimen nazi les valió encarcelamientos y deportación a campos de concentración. El gobierno tomó posesión del "Klostersturm", y el periódico 'Stimmen der Zeit'. El padre Augustin Rösch lo introdujo al Círculo de Kreisau, grupo clandestino encabezado por Helmuth James Graf von Moltke, el cual planeaba una estrategia para cuando terminara el régimen.
Después del fracaso del complot del 20 de julio, una comisión especial de la Gestapo interrogó a los miembros de la resistencia. Delp fue arrestado en Múnich el 28 de julio de 1944 y, aunque no directamente implicado, fue llevado a la prisión berlinesa de Tegel, donde secretamente celebró misa y predicó sermones.
El 11 de enero de 1945, fue juzgado junto con Helmuth James Graf von Moltke, Franz Sperr, y Eugen Gerstenmaier, por el Tribunal popular (Volksgerichtshof) presidido por el juez Roland Freisler, y condenado a la horca por alta traición. El tribunal no lo halló culpable de participación en el complot, pero su dedicación al Círculo de Kreisau, su trabajo como sacerdote jesuita, y su visión del mundo social-cristiana fueron elementos suficientes para condenarlo.
La Gestapo le ofreció conmutar la pena si dejaba los hábitos pero él rehusó, y fue ejecutado el 2 de febrero de 1945 en la prisión de Plötzensee. Roland Freisler, quien presidió el Tribunal popular que lo condenó, pereció en un bombardeo al día siguiente.

### En inglés
- Alfred Delp, Advent of the Heart: Seasonal Sermons and Prison Writings 1941-1944, Ignatius Press, San Francisco 2006, ISBN 1-58617-081-3. Biographical information pp. 13-19 and pp. 173-189.
- Anton Gill, An Honourable Defeat, Henry Holt, New York, 1994.
- Biography at GDW-Berlin, the center for remembrance of the German Resistance
- Delp honored by Raoul Wallenberg Foundation

### En alemán
- Roman Bleistein, "Alfred Delp - Geschichte eines Zeugen", Knecht Verlag, Frankfurt am Main 1989, ISBN 3-7820-0598-8
- Günther Saltin, Durchkreutztes Leben, Schlüssler, Mannheim 2004 (2), ISBN 3-00-012687-2
- Elke Endraß, Gemeinsam gegen Hitler. Pater Alfred Delp und Helmuth James Graf von Moltke, Stuttgart 2007, ISBN 978-3-7831-2881-9
- Rita Haub/ Heinrich Schreiber, "Alfred Delp - Held gegen Hitler", Würzburg 2005, ISBN 3-429-02665-2
- Christian Feldmann, "Alfred Delp.Leben gegen den Strom", Herder Freiburg 2005, ISBN 3-451-28569-X
- Glaube als Widerstandskraft. Edith Stein - Alfred Delp - Dietrich Bonhoeffer"1987, ISBN 3-7820-0523-6